# Rasines
Rasines là một đô thị trong tỉnh và cộng đồng tự trị Cantabria, Tây Ban Nha. Đô thị này có diện tích là 42,89 ki-lô-mét vuông, dân số năm 2009 là 1058 người với mật độ 24,67 người/km². Đô thị này có cự ly 60 km so với tỉnh lỵ Santander.